# Duingen
Duingen település Németországban, azon belül Alsó-Szászország tartományban. Lakosainak száma 4918 fő (2023. december 31.). Duingen Alfeld és Eime községekkel határos.

## Népesség
A település népességének változása:
| Lakosok száma | 5034 | 4944 | 4906 | 4889 | 4957 | 4918 |
|               | 2016 | 2017 | 2019 | 2021 | 2022 | 2023 |